# Ридный, Степан Григорьевич
Степан Григорьевич Ридный (26.3.1917, Сумская область — 9.2.1942, Московская область) — командир звена 126-го истребительного авиационного полка Войск противовоздушной обороны страны, старший лейтенант.

## Биография
Родился 26 марта 1917 года в селе Малая Рыбица ныне Краснопольского района Сумской области в семье крестьянина. Украинец. Член ВКП(б) с 1941 года. Рано осиротел. Подростком начал работать в Угроедском свеклосовхозе. В 1934 году окончил курсы зоотехников. В 1935 году выехал в Одессу, где работал штамповщиком на одном из заводов и одновременно учился в вечерней школе. Окончил аэроклуб.
В Красной Армии с 1937 года. В 1938 году окончил Одесскую военно-авиационную школу лётчиков. Участник Великой Отечественной войны с июня 1941 года. Командир звена 126-го истребительного авиационного полка младший лейтенант Степан Ридный ежедневно совершал по 6-8 боевых вылетов на сопровождение бомбардировщиков и перехват самолётов противника. За 20 дней войны он сбил 8 самолётов противника (по данным наградного листа, из них документально подтверждены 4 личные и 2 групповые победы).
Указом Президиума Верховного Совета СССР «О присвоении звания Героя Советского Союза начальствующему составу Красной Армии» от 9 августа 1941 года за «образцовое выполнение боевых заданий командования на фронте борьбы с германским фашизмом и проявленные при этом отвагу и геройство» младшему лейтенанту Ридному Степану Григорьевичу присвоено звание Героя Советского Союза с вручением ордена Ленина и медали «Золотая Звезда» (№ 272).
Продолжал отважно сражаться на фронте. Всего выполнил 172 боевых вылета, провёл 53 воздушных боя, сбил 6 немецких самолётов лично и 13 в группе.
9 февраля 1942 года старший лейтенант С. Г. Ридный погиб в авиакатастрофе. Похоронен на кладбище около станции Чкаловская (в черте города Щёлково) Московской области.
Награждён орденом Ленина (9.08.1941). 
Память
- Именем Героя названы улицы в его родном селе и в городе Гомель.
- В посёлке городского типа Краснополье на Аллее Героев ему установлена памятная доска.